# Panonski svišč
Panonski svišč (znanstveno ime Gentiana pannonica)  je trajnica iz družine sviščevk.

## Opis
Ta vrsta svišča doseže v višino do pol metra in ima po steblu nasprotno razporejene stebelne liste. V cev zrasli venčni listi so škrlatne barve, cvetovi pa so sedeči in imajo zvonasto čašo z zavihanimi zobci. Zgoščeni so v ovršnem socvetju, v katerega je zbranih od 5 do 8 cvetov. Cvetni venec je valjast in ima zaobljene roglje. Močna korenika ima zdravilne lastnosti.
Uspeva na gorskih travnikih, kjer cveti julija in avgusta. Vrsto je prvi odkril idrijski zdravnik in naravoslovec Giovanni Antonio Scopoli na Poreznu. V Sloveniji je od leta 1922 zavarovan.